# メリトポリ
- メリトーポリ
- メリトポリ

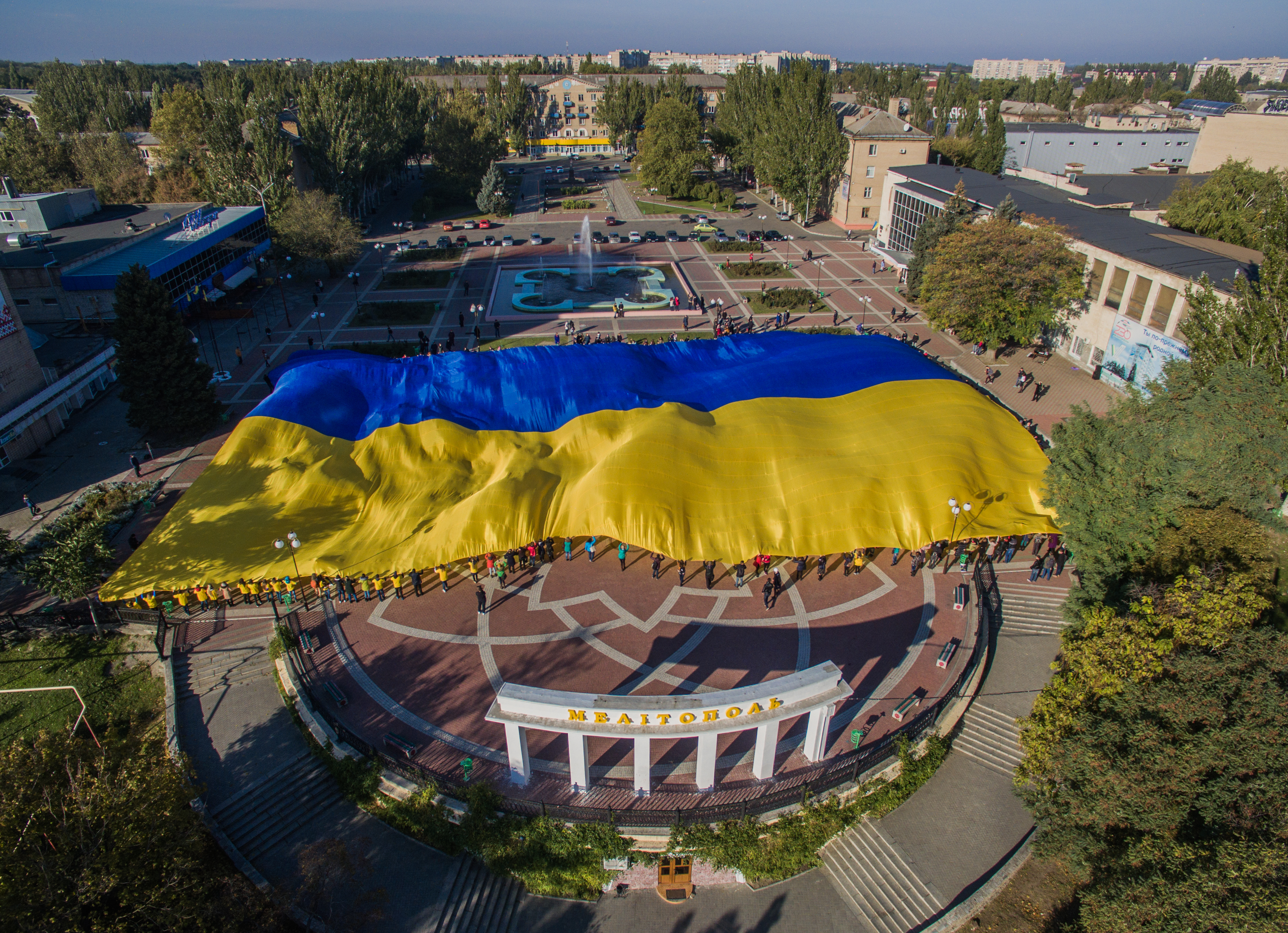
メリトーポリの中央広場（2016年撮影）

メリトーポリ（ウクライナ語:  Меліто́поль, ウクライナ語発音: [melʲiˈtɔpɔlʲ] メリトーポリ, ラテン字: Melitópol'、ロシア語: :Мелитополь, メリトポリ、ギリシア語: Μελιτοπόλη、「蜂蜜の街」の意味）は、アゾフ海に隣接するモロチュナ川に位置する、ザポリージャ州のメリトポリ地区の行政の中心地であるウクライナの都市。ロシア語読みではメリトポリ。人口は2021年時点で150,768人。
2022年2月26日以来、ロシアに占領されており、ウクライナとロシアの2つの市政府が正当性を主張している。9月30日にロシアは一方的に併合を宣言し、ロシア連邦のザポリージャ州（ザポロージェ州）に組み込まれた。またロシアのザポリージャ州の臨時州都に指定されている。

## 地理
モロチナ川の右岸に位置している。

## 歴史

### ロシア帝国時代まで
メリトポリを含むアゾフ海北西岸地域は、紀元前7世紀のスキタイ以降、フン、アヴァール、ハザール、ペチェネグ、タタールなどの騎馬民族がそれぞれ居住していた。16世紀から18世紀にはオスマン帝国に服属するクリミア・ハン国の領土としてクウィズ・ヤール村があったが、1783年にロシア帝国がこの地域を獲得した。1784年にはタヴリダ県の一部としてメリトポリ郡が設置され、その行政府所在地となった。この際、古典ギリシア語の「蜜の町」を意味する造語として「メリトポリ」の名前が初めて使われたが、人口がまだ少なかったため、郡の行政府は1796年から1797年にはトクマク、1801年から1842年にはオレホフへ移転され、同地の村も1814年にはノヴォアレクサンドロフカ村となっていた。
1842年に郡行政府が再び戻され、村も改めてメリトポリとして都市に指定された事で、同地の発展が始まった。1874年には鉄道が開通し、クリミアに至る物流ルートの拠点として工業化が進展した。

### ソ連からウクライナ共和国へ
メリトポリは1917年の二月革命以降にロシア臨時政府、十月革命以降にボリシェヴィキ指導下のロシア・ソビエト連邦社会主義共和国の統治下に入ったが、1918年以降のロシア内戦で白軍のピョートル・ヴラーンゲリ軍、ロシアからの独立を目指すウクライナ国、無政府主義のネストル・マフノ軍（ウクライナ革命反乱軍）などがこの町の支配権を巡って激しく争った。最終的には1920年10月31日にミハイル・フルンゼ指揮下の赤軍がマリウポリ市を占領し、1922年に成立したソビエト連邦の加盟国、ウクライナ・ソビエト社会主義共和国の一部となった。1932年から1933年にかけてウクライナを襲ったホロドモールは、このマリウポリでも深刻な被害をもたらした。
1941年6月に独ソ戦（大祖国戦争）が始まると同年10月6日にドイツ国防軍がメリトポリを占領した。ナチス・ドイツは同市でもユダヤ人の抑圧や虐殺（ホロコースト）を行い、町には数カ所の小規模な強制収容所が設置された。1943年秋になってウクライナ南東部でも赤軍の反攻が始まり、メリトポリでもドイツ軍守備隊との激しい戦闘の末、同年10月18日に赤軍部隊が町の中心部に到達した。
復興は戦争終結直後から始まり、最初は機械工業、続いて食品工業が発達し、近隣のザポリージャにできたザポリジュスタリ製鉄所やザポリージャ原子力発電所などの有機的結合により、1950年代以降はソ連有数の重要産業都市となった。
1991年12月のソビエト連邦の崩壊により、メリトーポリはウクライナ共和国の都市となった。ロシアとの間で国境が引かれたことは同市の産業にとってマイナスで、失業率の改善は2000年代初頭までかかった。

### ロシアのウクライナ侵攻
2022年3月11日、ロシアはメリトポリ市長のイヴァン・フェドロフを誘拐し拷問した。5日後の16日にフェドロフはロシア兵捕虜9人との捕虜交換により解放されたが、その間に、野党ブロック党のガリーナ・ダニルチェンコが「市長代理」に任命された。
2021年11月現在、ウクライナ政府と親ロシア派勢力がそれぞれ2つの市政府を立て、互いに正当性を主張している。

## 双子都市・姉妹都市
- ブリーヴ＝ラ＝ガイヤルド、フランス
- ボリソフ、ベラルーシ
- プチャビチ地区（英語）、ベラルーシ
- ケダイネイ、リトアニア
- スリヴェン、ブルガリア

## 交通

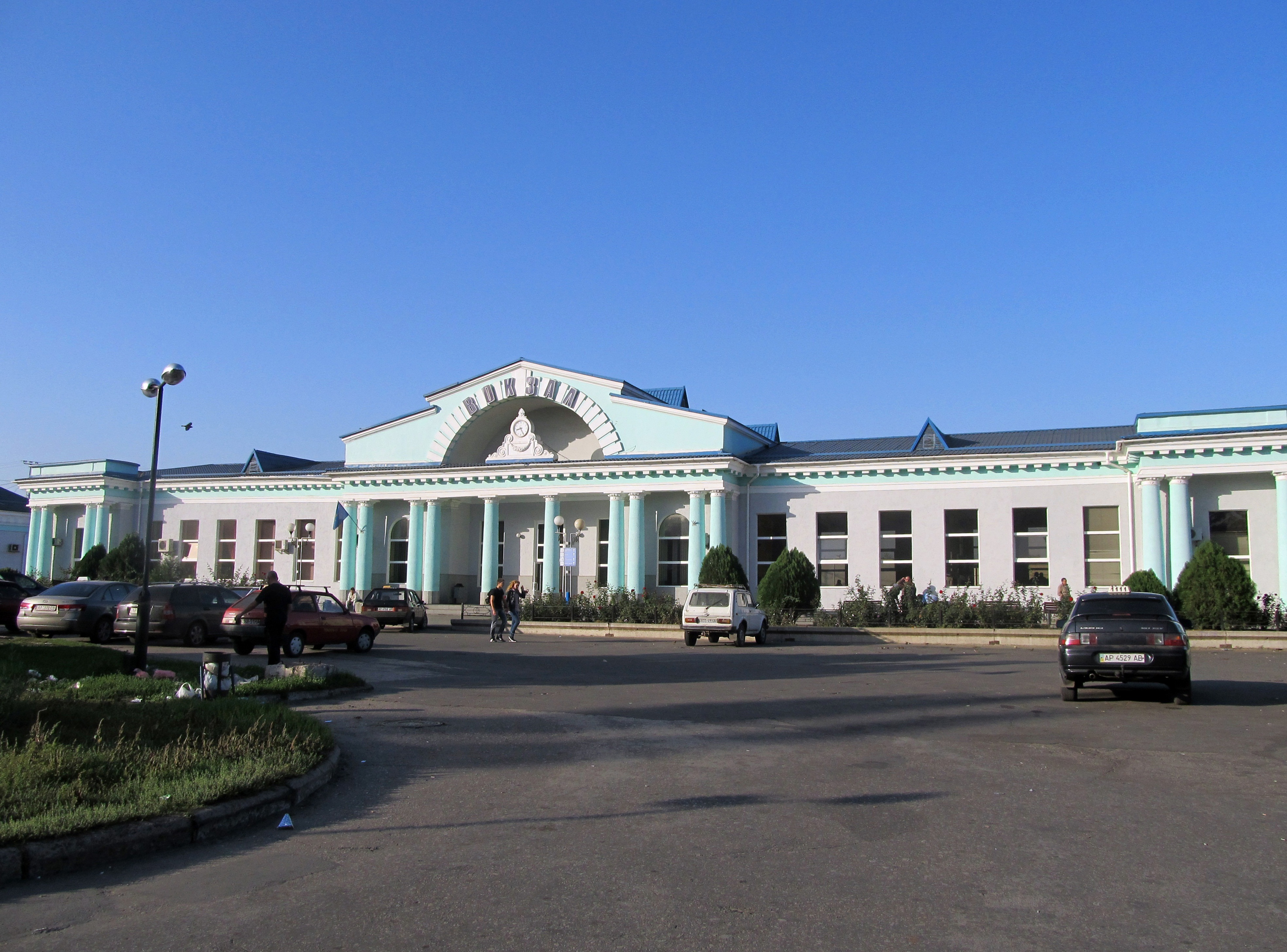
メリトーポリ駅

第25輸送航空旅団（英語）が拠点とするメリトポリ空軍基地があるが、旅客用には使用されていない。
メリトーポリを通る2つの主要な高速道路には、M14 オデーサ-ノボアゾフスク ハイウェイ（英語）とM18 ハルキウ-シムフェローポリ ナショナルハイウェイ（英語）がある。
メリトーポリ駅はクリミア半島へ向かう沿ドニプロ鉄道の重要な駅である。「クリミアの門」«ворота до Криму»とも呼ばれている。

## 産業
よく発達した、国際的に重要な機関製造産業がある。

## 著名な出身者
- グリゴーリ・チュフライ - ソ連の映画監督、脚本家
- ドミトロ・ドンツォフ（英語） - 1930年代にソビエト連邦からのウクライナの独立を目指して活動した右翼グループである、ウクライナ民族主義者組織の設立に影響を与えたとされる
- ミハイル・リフシッツ（英語版） - ソ連の美学者、文芸評論者
- パヴェル・スドプラトフ - ソ連の情報将校
- イェウヘン・ハチェリディ - ウクライナのプロサッカー選手
- 獅司大 - 大相撲力士